# 哥倫布鎮區 (北卡羅萊納州波爾克縣)
哥倫布鎮區（英語：Columbus Township）是位於美國北卡羅萊納州波爾克縣的一個鎮區。

## 地方資料
哥倫布鎮區的面積為114.21平方千米，皆為陸地。根據2020年美國人口普查的數據，當地共有人口6435人，而人口密度為每平方千米56.34人。